# Ribeira de Nisa
Ribeira de Nisa é uma povoação portuguesa do Município de Portalegre que foi sede da extinta Freguesia de Ribeira de Nisa, freguesia que tinha 17,03 km² de área e 1 366 habitantes em 2011, e, por isso, uma densidade populacional de 80,2 hab./km². 
A Freguesia de Ribeira de Nisa foi extinta (agregada) pela última reorganização administrativa do território das freguesias, de acordo com a Lei nº 11-A/2013 de 28 de Janeiro, tendo o seu território sido agregado ao da Freguesia de Carreiras para constituir a União de freguesias de Ribeira de Nisa e Carreiras com sede em Ribeira de Nisa.
Além da sede, a Freguesia de Ribeira de Nisa englobava as povoações de Monte Paleiros, Monte Carvalho e Vargem, onde se situa o Centro Cultural e Desportivo da Vargem.

## População
| População da freguesia de Ribeira de Nisa | População da freguesia de Ribeira de Nisa | População da freguesia de Ribeira de Nisa | População da freguesia de Ribeira de Nisa | População da freguesia de Ribeira de Nisa | População da freguesia de Ribeira de Nisa | População da freguesia de Ribeira de Nisa | População da freguesia de Ribeira de Nisa | População da freguesia de Ribeira de Nisa | População da freguesia de Ribeira de Nisa | População da freguesia de Ribeira de Nisa | População da freguesia de Ribeira de Nisa | População da freguesia de Ribeira de Nisa | População da freguesia de Ribeira de Nisa | População da freguesia de Ribeira de Nisa |
| 1864                                      | 1878                                      | 1890                                      | 1900                                      | 1911                                      | 1920                                      | 1930                                      | 1940                                      | 1950                                      | 1960                                      | 1970                                      | 1981                                      | 1991                                      | 2001                                      | 2011                                      |
| ----------------------------------------- | ----------------------------------------- | ----------------------------------------- | ----------------------------------------- | ----------------------------------------- | ----------------------------------------- | ----------------------------------------- | ----------------------------------------- | ----------------------------------------- | ----------------------------------------- | ----------------------------------------- | ----------------------------------------- | ----------------------------------------- | ----------------------------------------- | ----------------------------------------- |
| 991                                       | 1 101                                     | 1 257                                     | 1 287                                     | 1 471                                     | 1 531                                     | 1 624                                     | 1 728                                     | 1 665                                     | 1 625                                     | 1 619                                     | 1 427                                     | 1 012                                     | 1 474                                     | 1 366                                     |